# Jorge Ballarin
Jorge Ballarin (født 1972 i Fuerteventura, Spanien), er en spansk/ dansk tegneserie- og manuskriptforfatter, streetwear designer samt filminstruktør, som flyttede til Danmark i 1976 med sine forældre.
Jorge har i samarbejde med sin bror Marcelino Ballarin instrueret spillefilmen Slim Slam Slum, der havde dansk biografpremiere 30. august 2002.